# Gloydius ussuriensis
Espèce
Synonymes
- Ancistrodon blomhoffi ussuriensis Emelianov, 1929
- Agkistrodon caliginosus Gloayd, 1972
- Gloydius caliginosus Gloayd, 1972

Gloydius ussuriensis est une espèce de serpents de la famille des Viperidae.

## Répartition
Cette espèce se rencontre :
- en Corée du Nord ;
- en Corée du Sud ;
- dans le nord-est de la Chine ;
- dans l'est de la Russie.

## Description
C'est un serpent venimeux.

## Étymologie
Son nom d'espèce, composé de ussuri et du suffixe latin -ensis, « qui vit dans, qui habite », lui a été donné en référence au lieu de sa découverte, l'Oussouri (en anglais Ussuri River), un affluent du fleuve Amour.

## Publication originale
- Emelianov, 1929 : Заглавие, Змеи Дальнего Востока (Snakes of the Russian Far East). Zapiski Vladovostokskogo Otdeleniya Russkogo Geographicheskogo Obschestva. Vladivostok, ser. 3, vol. 20, p. 1-208.